# Constitución de los Estados Unidos de Venezuela de 1904
La Constitución de Venezuela de 1904 fue aprobada el 27 de abril de 1904. Fue la segunda constitución aprobada durante la dictadura de Cipriano Castro, en ella se lleva el período presidencial a 6 años y se reforma del sistema electoral para los Consejos Municipales y las Asambleas Legislativas.

## Características
- Se lleva el período presidencial de 4 a 6 años.
- Se reforma el sistema electoral para los Consejos Municipales y las Asambleas Legislativas.
- Se introduce la Cláusula Calvo.
- La Corte Federal y la Corte de Casación se fusionan en la Corte Federal y de Casación.
- Se reduce la cantidad de estados a 13.[2]

## Enmienda
En 1906 una enmienda fue sancionada tras dos años de discusiones del proyecto original, el cual no fue aprobado en su totalidad. En esta se prohibió la inmigración de afrodescendientes a Venezuela siendo la primera vez que se añadieron políticas racistas en la constitución.
Una propuesta de ampliación de los derechos políticos de los venezolanos por naturalización y permitir la intervención de los Consejos Municipales por parte del Congreso Nacional fueron rechazadas.